# Kościół Reformowany Adwentystów Dnia Siódmego
Międzynarodowe Stowarzyszenie Misyjne Adwentystów Dnia Siódmego Ruch Reformacyjny – kościół chrześcijański o zasięgu międzynarodowym, zarządzany przez Generalną Konferencję. W Polsce wyznanie to zostało zarejestrowane jako Kościół Reformowany Adwentystów Dnia Siódmego w Polsce i pod taką nazwą jest znane. W 2013 roku w Polsce liczyło 32 członków w 3 zborach.

## Historia
Międzynarodowe Stowarzyszenie Misyjne Adwentystów Dnia Siódmego Ruch Reformacyjny sięga swoją historią czasów I wojny światowej, kiedy to pewna część wyznawców Kościoła Adwentystów Dnia Siódmego odmówiła służenia w armii w imię miłości bliźniego i zasad wiary, za co zostali pozbawieni członkostwa w Kościele. W roku 1925 wykluczeni adwentyści, zwani od tej pory adwentystami reformowanymi, dali początek nowej organizacji o nazwie Ruch Reformacyjny Adwentystów Dnia Siódmego.

### Podział w Ruchu Reformacyjnym
Po okresie delegalizacji działalności Ruchu Reformacyjnego, związanej z II wojną światową, podczas pierwszego powojennego posiedzenia Generalnej Konferencji Kościoła w roku 1948 doszło do nieporozumienia między przywódcami Ruchu. Międzynarodowe Stowarzyszenie Misyjne Adwentystów Dnia Siódmego Ruch Reformacyjny utrzymuje, iż wina stała wówczas po stronie Dumitru Nikoliciego, który uporczywie naruszał porządek zborowy i zasady organizacji społeczności Ruchu Reformacyjnego. Gdy w roku 1951, podczas Generalnej Konferencji w Zeist nastąpiło ostateczne rozerwanie się Ruchu Reformacyjnego na dwie organizacje, Dumitru Nicolici został prezydentem Generalnej Konferencji Kościoła Adwentystów Dnia Siódmego Ruch Reformacyjny skupiającego w swoich strukturach większość wyznawców. Międzynarodowe Stowarzyszenie Misyjne Adwentystów Dnia Siódmego Ruch Reformacyjny zrzesza mniej członków, choć same uważa się za prawowitego spadkobiercę prawdziwego Ruchu Reformacyjnego, zaś organizację Kościoła Adwentystów Dnia Siódmego Ruch Reformacyjny za rebeliancką i odszczepieńczą. Ruch Reformacyjny postrzega członków Międzynarodowego Stowarzyszenia Misyjnego jako „braci odłączonych”.

## Nauka i praktyki
Zarówno nauka, jak i organizacja Międzynarodowego Stowarzyszenia Misyjnego Adwentystów Dnia Siódmego Ruch Reformacyjny jest identyczna, jak w Kościele Adwentystów Dnia Siódmego Ruch Reformacyjny. Wynika to z faktu, iż przez ponad 25 lat te Kościoły były jedną i tą samą organizacją opartą na wspólnych doświadczeniach i dziedzictwie wiary. Międzynarodowe Stowarzyszenie Misyjne Adwentystów Dnia Siódmego Ruch Reformacyjny naucza, że:
- Bóg stworzył i zbawił świat poprzez swojego Syna Jezusa Chrystusa.
- Jezus Chrystus zmarł na krzyżu, zmartwychwstał, wstąpił do nieba, jest jedynym pośrednikiem w niebiańskim przybytku. Oferuje on zbawienie z łaski każdemu pokutującemu grzesznikowi.
- Duch Święty jest nauczycielem przyprowadzającym do prawdy.
- Biblia jest jedynym autorytetem w kwestiach wiary i praktyki, zaś dziesięć przykazań niezmiennym wyrażeniem woli Bożej.
- Sabat (dzień sobotni) jest świętym dniem odpocznienia, częścią dekalogu i wieczną pamiątką stworzenia.
- Dary duchowe, łącznie z prorokowaniem zostały przywrócone Kościołowi Bożemu w dniach ostatnich, co objawiło się w posłannictwie Ellen G. White.
- Biblijne proroctwa wskazują na bliski czas powrotu Jezusa Chrystusa na Ziemię i założenia tysiącletniego Królestwa.

Wszyscy członkowie Kościoła stosują dietę wegetariańską, powstrzymują się od tytoniu, alkoholu, narkotyków, herbaty i kawy. Szczególną wagę przywiązuje się do pacyfizmu, jako do jednej z podstawowych zasad ewangelicznej miłości. Kościół praktykuje trzy obrzędy: chrzest dorosłych poprzez całkowite zanurzenie w wodzie, wieczerzę Pańską pod postaciami chleba i soku winogronowego oraz umywanie nóg, jako obrzęd pokory.

## Działalność
Międzynarodowe Stowarzyszenie Misyjne Adwentystów Dnia Siódmego Ruch Reformacyjny jest organizacją aktywną religijnie i społecznie. Kościół wydaje czasopisma („Sabbath Watchman”, „Youth Anchor”) oraz Lekcje Szkoły Sobotniej jako podręcznik do rozważań biblijnych. Raz do roku obchodzony jest szczególny tydzień modlitwy. Kościół organizuje zbory i placówki, gdzie co sobotę odbywają się nabożeństwa, zapewnia opiekę duszpasterską wiernym. Ponadto działalność Kościoła dotyczy takich sfer życia, jak:
- zdrowie (np. kliniki leczenia naturalnego, propagowanie wegetarianizmu).
- społeczeństwo (np. domy dla sierot, osób w podeszłym wieku, pomoc społeczna).
- oświata (np. szkoły domowe, kościelne, gotowania, zdrowia, wydawnicze, przedszkola, szkoły podstawowe, licea, szkoła sobotnia, szkoła misyjna oraz kolporterska).

## Kościół w Polsce
Międzynarodowe Stowarzyszenie Misyjne Adwentystów Dnia Siódmego Ruch Reformacyjny przyjęło w Polsce nazwę „Kościół Reformowany Adwentystów Dnia Siódmego” i jest społecznością działającą legalnie na terenie całej Polski. Kościół zarejestrowany został w Ministerstwie Spraw Wewnętrznych i Administracji pod numerem 51. Przewodniczącym jest Józef Ślachetka. Kościół liczy w Polsce 29 członków i 2 duchownych.
W Polsce działają trzy zbory Kościoła Reformowanego Adwentystów Dnia Siódmego:
- Poznań – zrzeszający wyznawców z Wielkopolski
- Ropa – zrzeszający wyznawców z Małopolski
- Bytom – zrzeszający wyznawców ze Śląska

### Dane teleadresowe
Kościół Reformowany Adwentystów Dnia Siódmego w Polsce
ul. Rugijska 36
61-059 Poznań
tel. 0 61 876 85 48